# Ленинский район (Владивосток)
Ле́нинский райо́н — один из пяти районов города Владивостока.

## История
4 января 1936 года ЦК ВКП(б) приняло постановление «Об организации городских районов в городе Владивостоке». По решению ЦК и крайкома ВКП(б) во Владивостоке создаются три райкома: Фрунзенский, Ленинский и Ворошиловский райком.

## Географическое положение
Ленинский район граничит:
- с Первомайским районом по реке Объяснения;
- с Фрунзенским районом на западе;
- с Советским районом на севере.

## Население
| 1939     | 1959     | 1970     | 1979     | 1989     | 2002     | 2009     |
| -------- | -------- | -------- | -------- | -------- | -------- | -------- |
| 59 825   | ↗80 852  | ↗109 449 | ↘105 343 | ↗142 021 | ↗151 532 | ↘146 068 |
| 2010     | 2012     | 2013     | 2014     | 2015     | 2016     | 2017     |
| ↗151 873 | ↗152 458 | ↘152 203 | ↘151 915 | ↗152 458 | ↗152 946 | ↗153 085 |
| 2018     | 2019     | 2020     | 2021     | 2023     | 2024     |          |
| ↗153 882 | ↗154 046 | ↗155 306 | ↘151 718 | ↘151 067 | ↗151 100 |          |

В 2015 году зарегистрировано 1192 актов о рождении, рождаемость составила — 7,82 ‰.

## Микрорайоны
- Минный городок

## Промышленные предприятия
- Дальзавод